# Skylar Schneider
Skylar Schneider (* 3. September 1998 in West Allis) ist eine US-amerikanische Radrennfahrerin.

## Sportlicher Werdegang
Schneider stammt aus West Allis in Wisconsin und fuhr bereits mit 13 Jahren für Team Tibco und später für das ISCorp Pro Cycling Team. 2016, bei den Juniorinnen, gewann sie die nationalen Meisterschaften sowie die Silbermedaille bei den Weltmeisterschaften und zudem 10 Kriterien in den USA. Zusammen mit ihrer acht Jahre ältere Schwester Samantha unterzeichnete sie 2017 beim amerikanischen UCI-Team Team Illuminate Women, das sie schon im April nach diversen Meinungsverschiedenheiten wieder verließ. Mit dem Nationalteam gewann sie die Bronzemedaille bei den Panamerika-Meisterschaften sowie eine Etappe der Thüringen-Rundfahrt.
Für 2018 wurde sie vom niederländischen Team Boels Dolmans, einer der damals stärksten Mannschaften im Frauenradsport, unter Vertrag genommen. In der WorldTour hatte sie jedoch nur wenig Erfolg, insbesondere konnte sie 2020 aufgrund der Corona-Pandemie kaum Rennen fahren und litt unter Heimweh. 2021 kehrte sie in ihre Heimat zurück und wurde Mitglied bei den L39ion of Los Angeles. Seitdem war sie hauptsächlich auf dem amerikanischen Kontinent und bei Kriterien erfolgreich. Ihren größten Erfolg erzielte sie mit dem Gewinn des Straßenrennens bei den Panamerika-Meisterschaften 2023. Im Jahr darauf wechselte sie zu den Miami Blazers.
Bereits 2023 hatte Schneider mit ihrem ehemaligen Team, 2023 unter dem Namen SD Worx fahrend, Verbindung aufgenommen bezüglich einer Rückkehr nach Europa in den Profiradsport. Nach einem gemeinsamen Trainingslager im Februar 2024 erhielt sie zur Saison 2025 einen neuen Vertrag mit dem Team SD Worx-Protime.

## Erfolge
2016
 Amerikanische Meisterin – Straßenrennen (Junioren)
 Weltmeisterschaften – Straßenrennen (Junioren)
2017
 Panamerika-Meisterschaften – Straßenrennen
eine Etappe Thüringen Ladies Tour
2018
Mannschaftszeitfahren Healthy Ageing Tour
2021
Gesamtwertung, zwei Etappen und Punktewertung Joe Martin Stage Race
2022
eine Etappe Joe Martin Stage Race
2023
 Panamerika-Meisterin – Straßenrennen
eine Etappe und Punktewertung Joe Martin Stage Race
2025
 Panamerika-Meisterschaften – Straßenrennen